# Comité américain pour une Europe unie
Le Comité américain pour une Europe unie (American Committee on United Europe, dit ACUE) était un organisme américain privé, financé notamment par la Fondation Ford, qui soutenait un idéal d'unité européenne. Le Comité a également servi comme outil permettant au gouvernement américain de faire transiter des fonds vers l'Europe. L'objectif concret du Comité américain était de soutenir financièrement des organisations promouvant l'unité européenne, et l'objectif politique était notamment de contrer l'influence communiste,. L'une des actions principales du Comité fut le financement de la European Youth Campaign par le biais du Mouvement européen international.
Le Comité américain pour une Europe unie fut dirigé par des membres de la communauté du renseignement américain, notamment William J. Donovan, ancien directeur de l'OSS, et Allen Dulles, directeur de la CIA entre 1953 et 1961.

## Objectifs
Grâce à l'action du Comité américain, les responsables américains et les donateurs privés espéraient notamment éviter de nouvelles guerres européennes et contrer l'influence du communisme en Europe de l'ouest par la promotion de l'unité européenne.
En 1952, la déclaration d'intentions du Comité américain, signée par Donovan et Dulles, décline plus particulièrement trois objectifs :
- « création d'un parlement représentant les États démocratiques et les peuples de l'Europe libre, avec des pouvoirs effectifs de législation. »
- « abolition des quotas douaniers intra-européens et du contrôle des changes. »
- « garantie uniforme des droits de l'homme et la création d'une Cour européenne pour les faire respecter. »

## Fonctionnement et stratégies
Le Comité américain travaillait de façon étroite avec les responsables américains, particulièrement avec ceux de l'Administration de coopération économique (ECA) et du Comité national pour une Europe libre.
Le Conseil d'administration était composé de responsables de haut niveau du gouvernement américain, de membres de l'ECA, de célèbres politiciens, financiers et avocats et d'éminents unionistes,.
Le Comité américain s'est aligné sur la politique du département d’État américain, qui évitait de faire pression directement sur les gouvernements européens en faveur du fédéralisme. La stratégie employée fut de financer des organisations européennes dont les objectifs coïncidaient avec les objectifs du Comité. Il ne fut jamais question de manipuler des individus ou des organisations. Le Comité américain cherchait simplement des organismes indépendants, compatibles et complémentaires avec sa propre politique. Les projets soutenus devaient répondre à des critères stricts. Les programmes devaient être concrets et les organismes sélectionnés devaient croire en une progression rapide de l'Europe vers le fédéralisme, plutôt qu'une approche graduelle.

## Histoire
Le Comité américain pour une Europe unie a été créé en 1948 et suspendu en 1960.
Dès 1950, le Comité fait une publicité notable aux États-Unis pour convaincre les élites américaines de soutenir le fédéralisme européen. Le Comité organise et paie toute une série de conférences où sont invités à s'exprimer d'éminentes personnalités politiques européennes : Churchill, Spaak, Robert Schuman, Konrad Adenauer,  Guy Mollet, etc. 
En Europe, le Comité a financé notamment le Mouvement européen (devenu depuis le « Mouvement européen international »), une organisation parapluie, regroupant différentes associations fédéralistes ou unionistes européennes. Le Mouvement européen assurait la promotion de l'unité européenne et fut présidé par des responsables comme Paul-Henri Spaak  et Robert Schuman, qui sont désormais considérés comme des pères fondateurs de l'Europe.
En 1948, le principal handicap du Mouvement européen était un manque de fonds. Selon Aldrich, l'injection d'environ 3 millions de dollars entre 1949 et 1960 par le Comité américain dans le Mouvement européen aurait permis, par ricochet, de renforcer le soutien de différents projets : la Communauté de défense européenne (finalement rejeté), un parlement européen avec des pouvoirs souverains, et le plan Schuman. Ce dernier était un plan d'intégration des industries lourdes européennes. Ce projet avait l'estime de William J. Donovan car il y voyait un moyen de réconcilier la France et l'Allemagne, qui s'étaient combattues pendant la Seconde Guerre mondiale. Parallèlement à ces projets, le Mouvement européen cherchait à ébranler la résistance du gouvernement travailliste anglais à la supranationalité.
Une part importante des fonds versés au Mouvement européen a permis de financer le European Youth Campaign, une entité qui a supervisé de nombreuses opérations de publicité pour l'unité européenne, effectuées en direction de la jeunesse, avec notamment environ 2000 rencontres (conférences, expositions, spectacles et émissions de radio, etc.) organisées entre 1951 à 1956.
En 1952, Jean Monnet écrit à Donovan : « Votre soutien continuel, maintenant plus crucial que jamais, nous aidera grandement pour la pleine réalisation de nos plans ». Jean Monnet présidait le Comité d'action pour les États-Unis d'Europe. Il préférait les petites réunions et des publications sérieuses à de grands rassemblements et des polémiques. Sa stratégie n'était pas complètement la bienvenue auprès du Comité américain, qui se plaignait qu'elle visait spécifiquement des éléments socialistes au détriment des industriels et de la droite. Bien que les activités de Jean Monnet aient bien été mentionnées dans les rapports sur les actions soutenues par le Comité américain, la documentation sur les liens entre Monnet et le Comité est limitée. Monet était prudent car il craignait les potentiels dégâts politiques que pourraient avoir des révélations sur un financement américain.
D'une manière plus générale, le European Youth Campaign et le Comité d'action pour les États-Unis d'Europe ont été les deux organismes phares qui ont été soutenus par différentes organisations américaines, de façon ouverte ou secrète, dont le Comité américain pour une Europe unie, le groupe Bilderberg, la fondation Ford et la fondation Rockfeller. Le Comité d'action pour les États-Unis d'Europe de Jean Monnet, soutenu financièrement par le Comité américain mais aussi par la fondation Ford, illustre la difficulté de faire la part entre les financements secrets et les financements officiels.
En 1960, le Comité américain vote sa propre disparition. Bien que le processus d'intégration européenne ne soit pas fini, les dirigeants du Comité pensent qu'il est lancé et va dans la bonne direction. De plus, l'économie européenne va mieux, et les mouvements fédéralistes européens peuvent désormais se financer eux-mêmes. Le président du Comité envoie une lettre à Robert Schuman, alors président du Mouvement européen, pour lui signaler que le rôle du Comité a été rempli : « [...] la Communauté européenne, avec ses institutions, la Cour et l'assemblée parlementaire constituent une réalité ». Finalement, à la demande de Robert Schuman, qui fut président du Mouvement européen entre 1955 et 1961, et de Jean Monnet, le Comité est désactivé plutôt que dissous. En effet, Monnet et Schuman souhaitaient que le soutien du Comité puisse reprendre si nécessaire, bien que ce ne fut pas le cas.

## Impact
Entre 1949 et 1951, l'appui du Comité américain au Mouvement européen fut particulièrement opportun, ce dernier étant proche de la faillite,,. Mais, il serait complexe de mesurer précisément quel impact eut l'action du Comité américain sur le processus d'unification européenne. D'une part, le poids des mouvements européens fédéralistes est lui-même sujet à controverse. Il reste donc possible que même sans l'appui américain, il eut été suffisant pour peser. D'autre part, le Comité américain n'était pas le seul à soutenir l'intégration européenne et le groupe Bilderberg a eu lui aussi une influence.
De plus, d'une manière plus générale, Alan Milward, historien américain, considère que l'importance des financements en provenance des États-Unis, en particulier dans le cadre du plan Marshall, et notamment ceux destinés à divers groupes et mouvements en Europe, était minime. Et pour l'historien Rémi Kauffer, les sommes versées par le Comité américain étaient « substantielles mais sans aucune mesure » avec celles utilisées par l'URSS pour le Kominform, l'appareil de propagande soviétique.